# Bolyphantes punctulatus
Bolyphantes punctulatus es una especie de araña araneomorfa del género Bolyphantes, familia Linyphiidae. Fue descrita científicamente por Holm en 1939.
Se distribuye por Escandinavia y Rusia (Urales, noreste de Siberia al Lejano Oriente). El cuerpo del macho mide aproximadamente 2,7 milímetros de longitud y el de la hembra 3,2 milímetros.